# Uruguay en los Juegos Olímpicos de Londres 1948
Uruguay estuvo representado en los Juegos Olímpicos de Londres 1948 por un total de 61 deportistas, 60 hombres y una mujer, que compitieron en 11 deportes.

## Medallistas
El equipo olímpico uruguayo obtuvo las siguientes medallas:
| Nombre                            | Deporte | Competición              |
| --------------------------------- | ------- | ------------------------ |
| Oro                               |         |                          |
| —                                 |         |                          |
| Plata                             |         |                          |
| Eduardo Risso                     | Remo    | Scull ind. (M1x) M       |
| Bronce                            |         |                          |
| William Jones Juan Rodríguez      | Remo    | Doble scull (M2x) M      |
| José María Podestá Clotilde Luisi | Arte    | con la obra "El desafío" |